# Underflip
Niektóre z zamieszczonych tu informacji wymagają weryfikacji.
Dokładniejsze informacje o tym, co należy poprawić, być może znajdują się w dyskusji tego artykułu.
 Po wyeliminowaniu niedoskonałości należy usunąć szablon [[Szablon:Dopracować|]] z tego artykułu.
Underflip – trik pochodzący z freestyle'u wykonywany na deskorolce. Wymyślił go skater Rodney Mullen. Polega on na zakręceniu deskorolki poprzez kopnięcie jej od spodu. Popularna jest także kombinacja kickflip-underflip czyli wykonanie kickflipa i później odkręcenie go underflipem.